# Széchenyi tér (Szeged)
A Széchenyi tér a szegedi belváros egyik központi elhelyezkedésű, parkosított, forgalom elől részlegesen elzárt, téglalap alakú tere. Területe 50 087 négyzetméter Korzója közvetlen folytatása a sétálóutcának (Kárász utca), gyalogosforgalma így jelentős; kedvelt sétahely, rendszeresen szolgál ünnepségek, fesztiválok, vásárok színhelyeként. Helyi tömegközlekedési átszállóhely lévén, illetve középületei (városháza, bíróság, főposta, bankfiókok, Tisza Szálló, szórakozóhelyek) és pusztán elhelyezkedése folytán is igen frekventált terület. Korábban – egészen 1950-ig – vásártér.
A teret a Klauzál tér felől a Híd utca és a Nagy Jenő utca közötti szakasz, az ellenkező irányból pedig a Kossuth Lajos sugárút Anna-forrástól induló folytatása, a Vörösmarty utca határolja. A tér mai formája az 1879-es nagy árvíz után alakult ki; a város átépítése előtt összeért a mai Klauzál térrel és ezzel most a Kárász utca egy rövid szakasza köti össze, valamint korábban a Victor Hugo utca egy része is hozzátartozott.

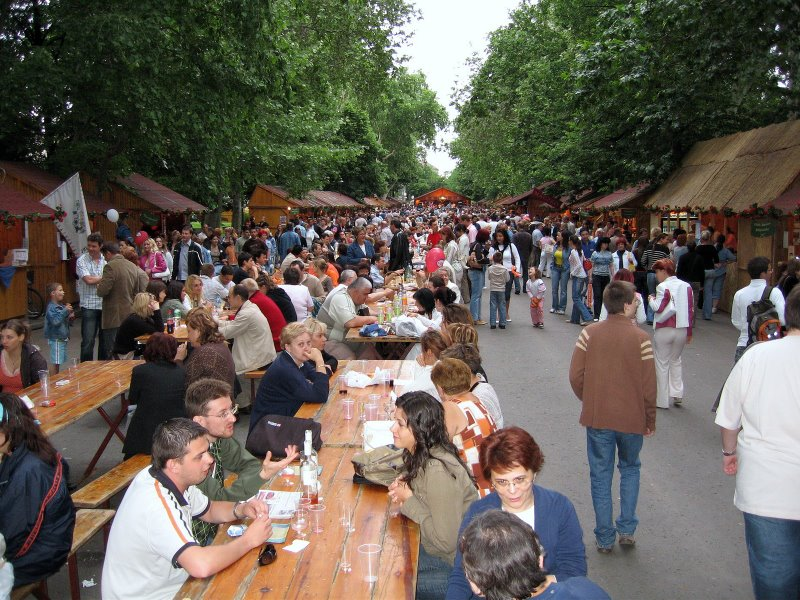
Borfesztivál a Széchenyi téren

## Elhelyezkedése
A teret a Klauzál tér felől a Híd utca és a Nagy Jenő utca közötti szakasz, az ellenkező irányból pedig a Kossuth Lajos sugárút Anna-kúttól induló folytatása, a Vörösmarty utca határolja.
A tér mai formája az 1879-es nagy árvíz után alakult ki; a város átépítése előtt összeért a mai Klauzál térrel (ezzel most a Kárász utca egy rövid szakasza köti össze), valamint a Victor Hugo utca egy része is hozzá tartozott.

## Felépítése, építészete

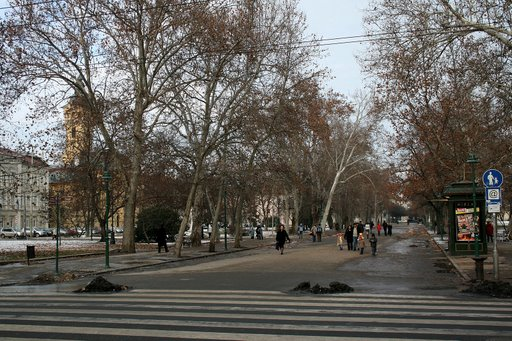
A Széchenyi tér korzója télen, a Kárász utca folytatásában

A téren – a Kárász utcának (helyi sétálóutca) mintegy folytatásaként – széles, aszfaltozott sétány fut végig a Takaréktár utca felé, megközelítőleg észak-dél irányban. Az ezt mindkét oldalán szegélyező térrész parkosított, szökőkutakkal és szoborcsoportokkal tarkított. Fő évelő növényei: a tiszafa, a páfrányfenyő, a császárfa és a magnólia. Az 1-es tram-train és a 2-es villamos a teret a keleti és az északi oldalán futja körbe.

### Déli oldal (Kárász utca)
Szeged híres sétálóutcája, a Kárász utca a Dugonics tértől egészen a Széchenyi térig tart. A Széchenyi térhez déli irányból érkező utca a Híd utcát keresztezve a tér másfél évszázados platános fasorában folytatódik. A tér felől nézve a Kárász utcára, jobbról látható az 1872-es építésű kora eklektikus stílusú Kiss Dávid-palota (Széchenyi tér 15.). Ez volt az első nagy háztömb, amely a Széchenyi teret kettéosztotta Széchenyi térre és Klauzál térre. Nevét építtetőjéről kapta, aki 70 ezer koronás alapítványt hozott létre az egykori városi főgimnázium számára. A palota Benkó Károly és Kolbenheyer Ferenc tervei alapján épült eklektikus stílusban.
Még mindig a tér felől nézve a Kárász utcára, balról található az 1873-as építésű Új Zsótér-ház, s mellette a két teret elválasztó harmadik épület. 1874-ben építette Hoffer Károly eklektikus stílusban a Szegedi Kereskedelmi és Iparbank székházául, amely 1996 óta a Kereskedelmi és Hitelbank tulajdona. Alsó szintjén, a Széchenyi tér és a Kárász utca sarkán ízlésesen berendezett pékség található. Az előtte itt működött csemegét és kávézót a szegediek csak Stümmer néven emlegették és országosan híres kávéiról volt ismert. A fiataloknak ma is egyik kedvelt találkahelye.

### Nyugati oldal
A Kárász utca Széchenyi téri bejáratától balra a Botond étterem (volt Grünn Orbán-ház), a nagy bérpalota, a Sóhajok hídja és a Városháza előtt elhaladva találjuk az 1866-os építésű Zsótér-házat (Széchenyi tér 9.).

#### A kétszintes Grünn Orbán-ház

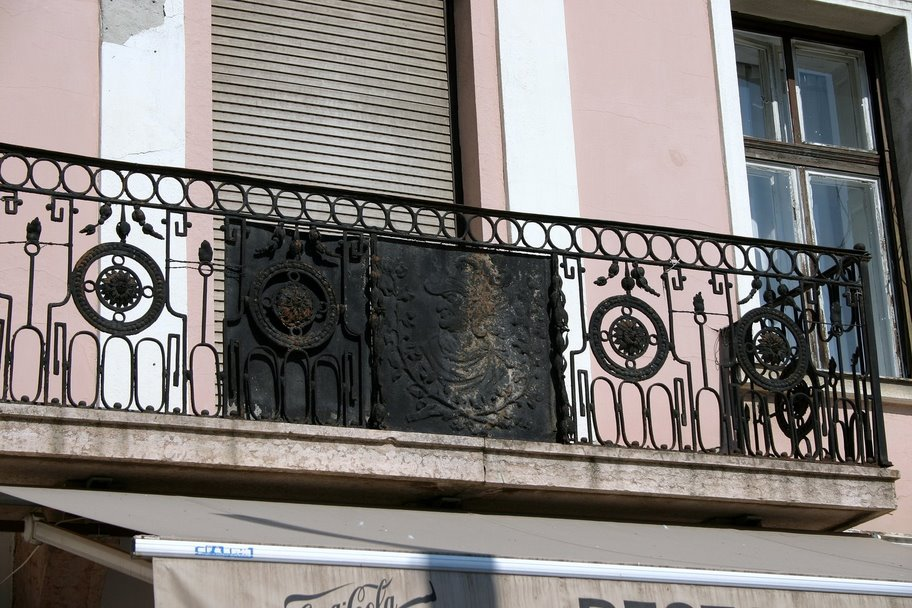
A Grünn Orbán-ház kovácsoltvas erkélye a relieffel

A Grünn Orbán-ház kétszintes épület, 1810-ben épült Vedres István tervei szerint. E ház földszintjén működött az első szegedi nyomda, amelyet Grünn Orbán Fülöp alapított 1801-ben. Szerb, német és magyar nyelvű kiadványait a délvidék lakosságának nyomtatta. Ebből a nyomdából került ki Vedres István és Dugonics András számos műve. Többek között imádságos könyveket, kalendáriumokat, vásári ponyvákat is adtak itt ki.

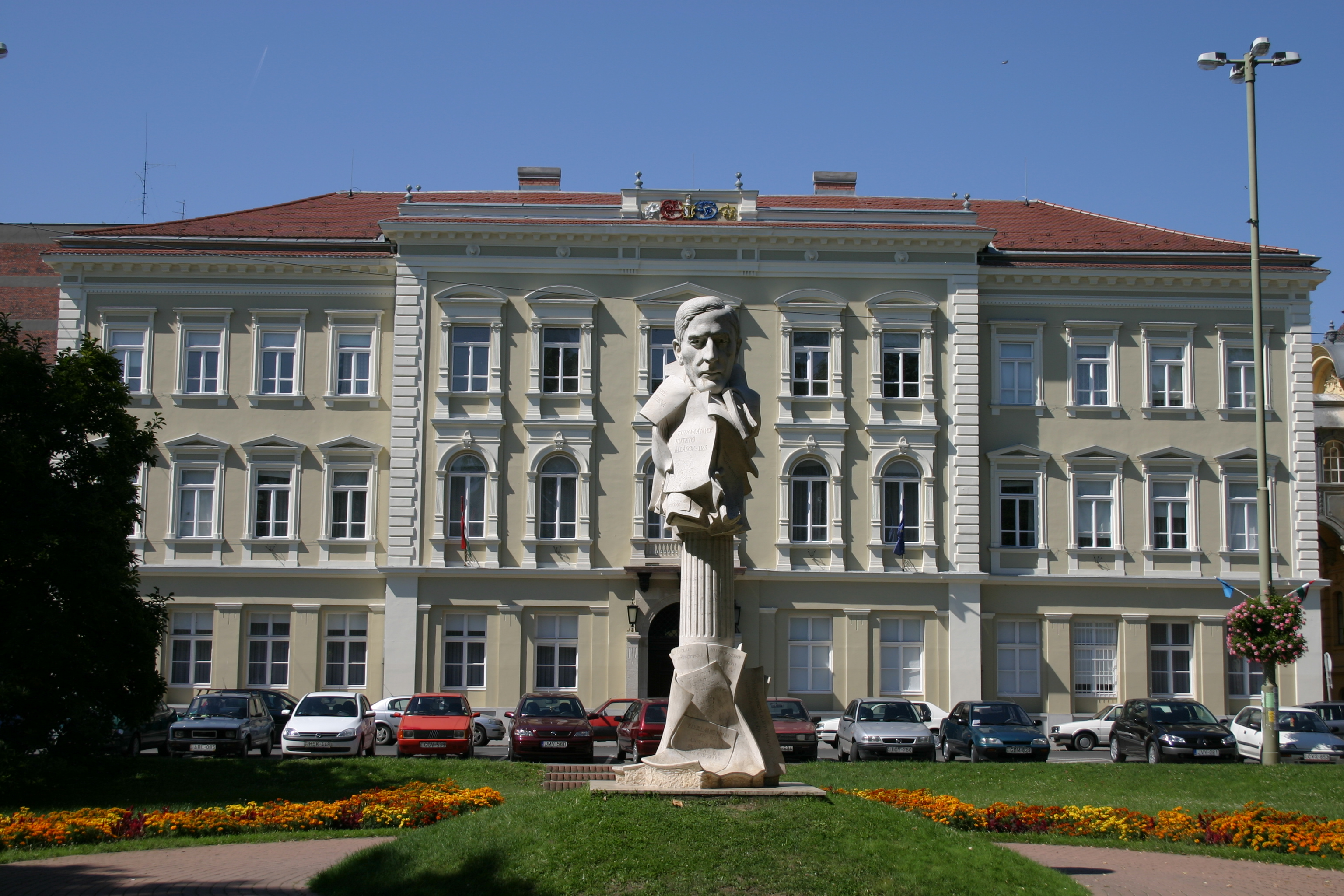
Bérpalota, parktükrében Klebelsberg szobrával

Az épület alapozásakor egy vas domborműre bukkantak, amely alaposan beindította a szegediek képzeletét: úgy vélték, hogy a vaslap Attila hun királyt ábrázolja, ami megerősítette volna azt a legendát, amelyet Dugonics András leírt az Etelka c. regényében, mely szerint a hunok, köztük Attila sátrai valaha a Széchenyi téren állottak. (Erről kapta nevét a közeli Attila utca.) A relief valójában római vitézt, egyesek szerint római császárt ábrázoló XVIII. századi öntöttvas kályhalap. Ma is megtekinthető a Grünn Orbán-ház, azaz a mai Botond étterem első emeleti erkélyén emelve a klasszikus magyar ízekről híres étterem hírnevét.

#### Bérpalota
A Bérpalota (Széchenyi tér 11.) következik a Grünn Orbán-ház után. Wegman Gyula és Scherrer József Adolf tervei alapján építették 1872–73-ban. Mindig a városháza bérelte, ma is a polgármesteri hivatal működik benne, innen kapta a nevét is.

#### „Sóhajok hídja” és a Városháza

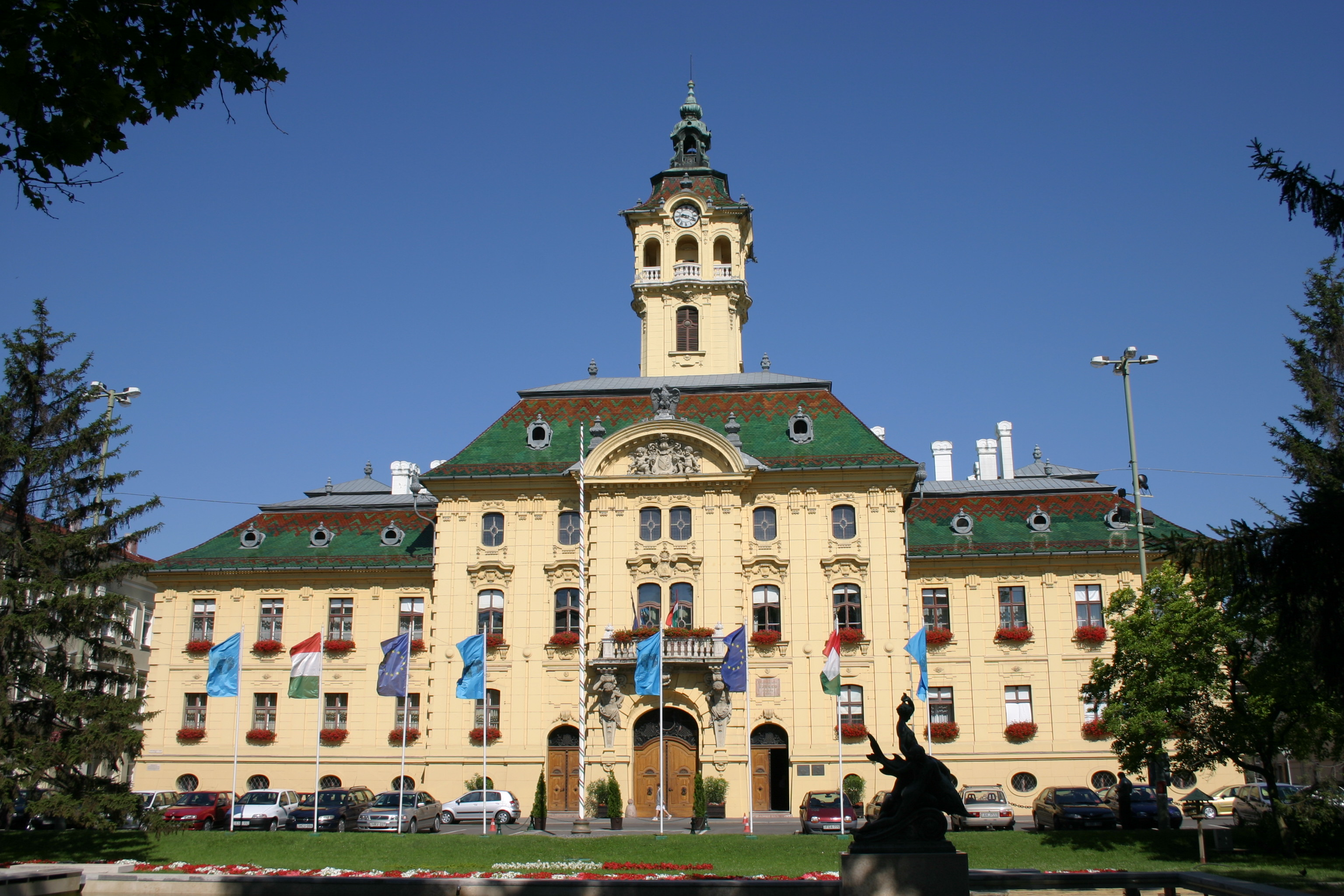
A szegedi városháza épülete

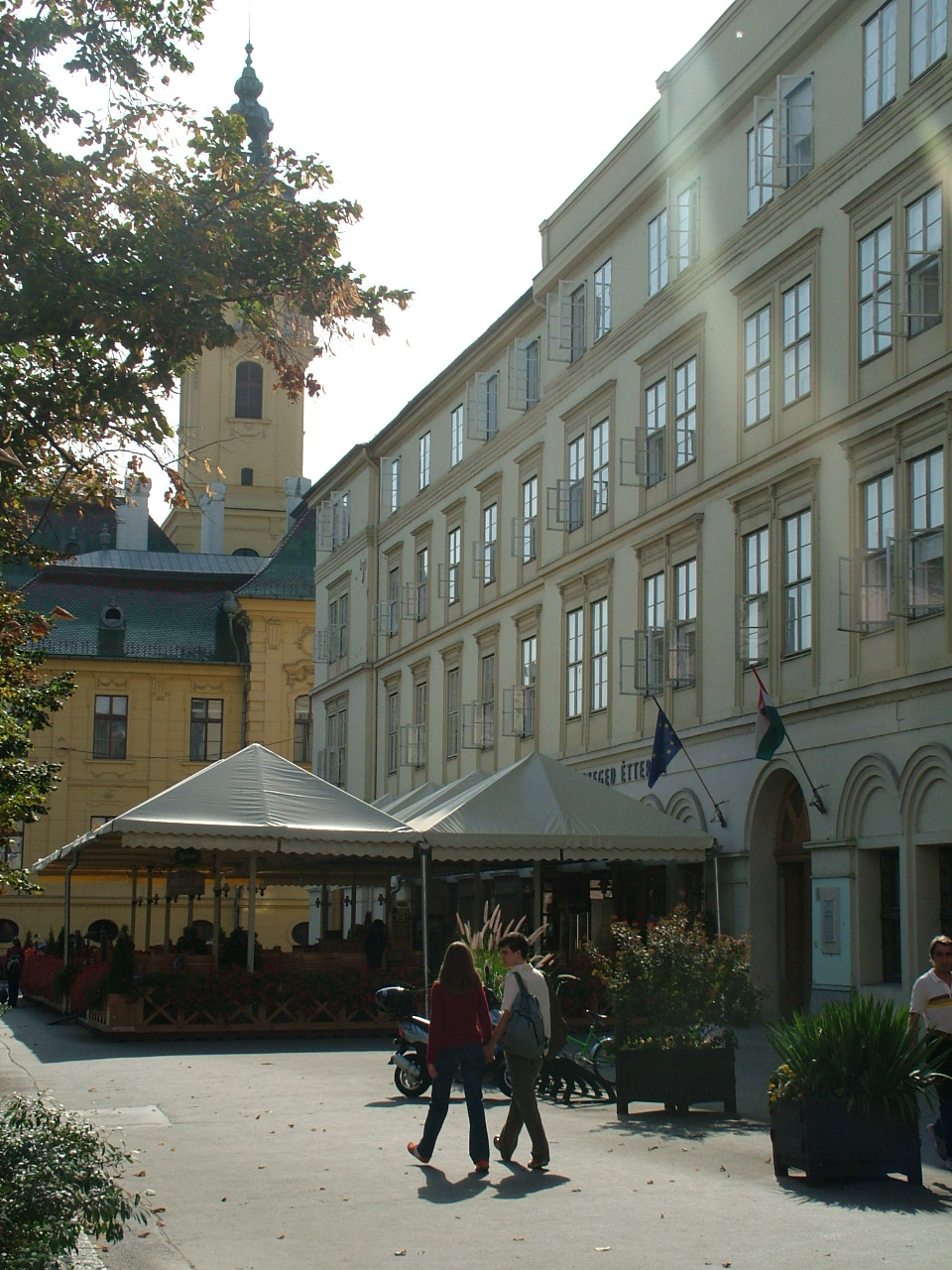
A Szeged Étterem terasza a Zsótér-ház előtt, háttérben a Városháza óratornyával

A Sóhajok hídja a velencei híd mintájára épült 1883-ban abból az alkalomból, hogy Ferenc József osztrák császár és magyar király Szegedre látogatott megtekinteni az árvíz után újjáépített várost, és megnyitni az új színházat. Az uralkodó a Bérpalotában szállt meg, s így közvetlenül eljuthatott a városházára.
A Sóhajok hídja és a Zsótér-ház közt található a sárgára festett, neobarokk városháza. Első formájában 1728-ban készült el, majd 1804-ben Vedres István tervei alapján újjáépítették. Az 1879-es nagy árvíz utáni, jelenlegi állapotát Lechner Ödön és Pártos Gyula tervei alapján 1883-ban érte el. 2004 vége óta a Városháza óratornyában Wi-Fi-antenna kapott helyet, ami ingyenes internethozzáférést tesz lehetővé a téren, és a városháza környékén egy 1,5 megabit sávszélességű vonalon keresztül.

#### Zsótér-ház
A Városházát követő (ma már) négyszintes klasszicista stílusú palota névadója Zsótér János, Szeged akkori legnagyobb hajótulajdonosa, gabonakereskedője. Az épület alapjait 1840-ben rakták le, azonban csak majd 30 évvel később, 1866-ban készült el. Az 1848–49-es forradalom és szabadságharc idején az épület katonai kaszárnyaként és kórházként funkcionált, valamint innen intézte az ország ügyeit 1849 júliusában Szemere Bertalan menekült kormánya. Akkoriban már Zsótér János fia, Andor volt az épület tulajdonosa. 1879. március 11–12-ére virradó éjszaka Mikszáth Kálmán mint a Szegedi Napló munkatársa e ház első emeletéről nézte végig a szegedi árvízkatasztrófát, és lett ezáltal a katasztrófa első tudósítója. Jelenleg az épületben működik a Pénzügyminisztérium helyi költségvetési intézménye, a polgármesteri hivatal adóosztálya, a Szeged Étterem és itt működött az egyik legnagyobb múlttal rendelkező szórakoztató létesítmény, a mára már bezárt Korzó Mozi.
A városháza szomszédságában a Szeged Étteremnek a tér felé nyíló terasza nyáron igen kedvelt a turisták körében. Az éttermet 1930-ban alapította a Tombácz-család. 1961-ig a neve is Tombácz Étterem volt, majd 1970-től állami tulajdonba került. Az éttermet ekkor nevezték el Szeged Étteremnek. A rendszerváltás után pár magánszemély is üzemeltette, majd 1995 környékén bezárt. Hároméves tervező- és építészmunkák eredménye a végső kialakítás, amelyben helyet foglal egy századfordulós hangulatot idéző kávéház a földszinten, a pincében kapott helyet a műemléknek minősülő étterem és az angol stílusban berendezett bár is.

### Északi oldal (Takaréktár utca)
A Széchenyi tér északi, a Kárász utcával átellenes oldalán álló épületek nagy része ma pénzintézeteknek ad otthont. A platánok alól szemlélve a Takaréktár utca bejáratától jobbra a Providencia Biztosító felújított székháza a régi Balogh-házban (Széchenyi tér 6.) van, amelyet 1882-ben emeltek Halmai Andor tervei alapján eklektikus stílusban, városképi jelentőségű épület.
Balra az Országos Takarékpénztár (Széchenyi tér 7.) szecessziós épülete található. Az épület Baumhorn Lipót tervei alapján épült 1903–1905 közt. Orommezejének domborműve a kereskedelem, a mezőgazdaság és az ipar allegóriája: baloldalt Merkúr, a kereskedelem istene szárnyas sisakban jelenik meg, s éppen saruját kötözi, középen a mezőgazdaságot szimbolizáló nőalak Démétér, kezében búzakévével és sarlóval, jobbról Héphaisztosz kaszát kalapál, ő az ipart testesíti meg.
Az OTP épülete mellett áll a Jerney-ház (Széchenyi tér 8.), amely városképi jelentőségű, statikus homlokzatú, eklektikus épület, Bachó Viktor tervei alapján emelték 1883-ban. Lépcsőházainak mennyezetén mitológiai jeleneteket ábrázoló díszítőfestés van. E ház egyik első emeleti, fogolycellára emlékeztető cselédszobájában lakott és alkotott 1930 őszétől 1932 elejéig Radnóti Miklós.
A biztosító épülete mögött nyílik a Horváth Mihály utca, benne a Kisszínházzal, s a Móra Ferenc Múzeum képtárával. A Kisszínház épülete 1948 előtt a Szegedi Ipartestület székháza volt, 1928–29-ben épült Ottovay István tervei alapján. Ebben az utcában van az építőipari szakközépiskola, a hajdani főreáltanoda is, amelynek Babits Mihály is tanára volt, s a diákok között pedig megtalálható Balázs Béla és Rákosi Mátyás is. A Takaréktár utca és a Horváth Mihály utca sarkán áll a Vasalóház. Ez a háromemeletes palota historizáló szecessziós stílusban épült 1912-13-ban Baumhorn Lipót tervei alapján.

### Keleti oldal

#### A bíróság épülete
A neoreneszánsz törvényszéki palota a firenzei palazzókra emlékeztet. Meixner Károly és Neÿ Béla tervei alapján építették 1882-ben. Homlokzatának szobrai az épület funkciójára utalnak. Középütt Justitia, az igazság görög istennője van megjelenítve, jobb kezében kardot tart, bal kezéből hiányzik a mérleg. A két szélső mitológia nőalak egyike engesztelő testtartású, a másik törvénykönyvet tart a kezében. 1919-ben a palota a szegedi kormány és Horthy Miklós hadügyminiszter székhelye volt.

#### A Tisza Szálló

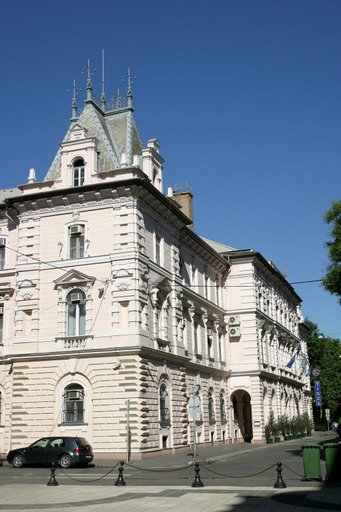
A Tisza Hotel bejárata a Wesselényi utca felől rálátással a fás Széchenyi térre

A Széchenyi tér keleti oldalán található a Tisza Szálló (mai nevén Tisza Hotel) impozáns épülete. A nagy múltú szálloda 1885-ben épült fel Jiraszek Nándor és Krausz Lipót tervei alapján. A szálló hivatalosan 1886. január 23-án nyitotta meg kapuit, így a hotel immár több mint száz éve a szegedi társasági élet egyik központja, s a város életében szerepet játszó üzleti vállalkozásoknak is helyet ad. Nevét Tisza Kálmán 10 éves miniszterelnökségének tiszteletére kapta. A szálloda történetében a kultúra is fontos szerepet játszik: díszterme – ahol Bartók Béla is többször fellépett – a szegedi zenei élet egyik központja.
A szállodát 1949-ben bezárták, majd az 1963-as felújítást követően újra megnyitották. Új tulajdonosai 1992-ben a szállodát ismét felújították és a történelmi hangulatot megőrizve, azt modern szolgáltatásokkal kiegészítve nyitották meg újra a hotelt. Jelenleg a háromcsillagos minősítéssel rendelkező Tisza Hotel a Dél-Alföldi régió egyik legnívósabb szállodája.

#### A nagy posta és a Vár utca

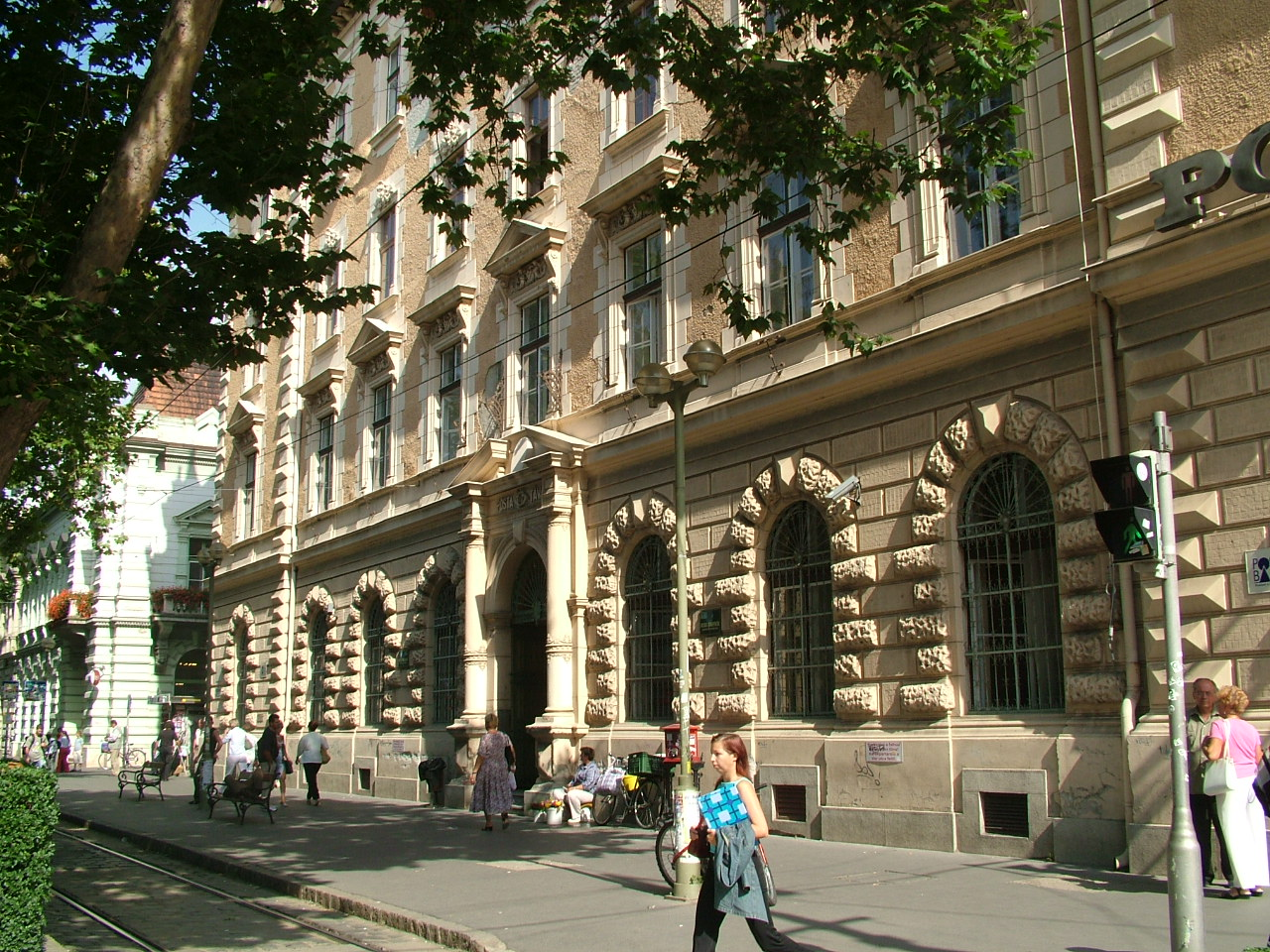
A nagy posta a villamosmegállóval szemben; a háttérben a Vár utca bejárata

A tér délkeleti sarkán, a Híd utca és Vár utca között található a nagy posta épülete. Az eredeti neoreneszánsz háromszintes postapalota a magyar állam költségén épült Meixner Károly tervei alapján. Az építés vezetését és a főfelügyeletet Nádai Antal látta el. Rekordgyorsasággal, 1881 decembere és 1883 januárja közt épült fel. A korabeli híradások beszámolnak a sokak által megcsodált Kratzmann-féle üvegfestményről, amely a főbejárattal szemben volt látható. 7 méter magas és 4 méter széles volt, középen a magyar címer, alatta pedig posta és távíró jelvények. A későbbiek során a postát emeletráépítéssel két időpontban bővítették: 1930-ban, és 1946-ban. 1976-ban a főposta a mögötte levő két épületbe terjeszkedett tovább, a Vár utcai épületben a csomagfeladás és csomagkézbesítés kapott helyet, a Híd utcai pedig a hivatali kézbesítés és a fiókbérlők helye lett. Közvetlenül a posta főbejáratával szemben található az 1-es, a 2-es villamos és a tram-train Széchenyi téri megállója.
A posta épülete mellett, a Híd utcával párhuzamos utca a Vár utca, melyre a posta járműbejárója is nyílik. A Vár utca 7. szám alatt Kass János szegedi grafikusművész, Szeged díszpolgárának állandó kiállítása tekinthető meg. A Kass Galéria 1985-ben nyílt meg. Az épület a város tulajdonában van, de a Móra Ferenc Múzeum üzemelteti, egyik szegedi kiállítótermeként.

## Köztéri szobrai
A Széchenyi téren a városháza előtti parkrész medencéit „Az áldást hozó Tisza”, és „A romboló Tisza” szobraival díszítette 1930-ban Pásztor János. A romboló Tiszát egy pontyon száguldó haragos férfi szimbolizálja, aki bal kezével egy fiatal anyát ragad magához, jobbjával pedig a fia kezét fogja. Poszeidón görög tengeristen kíséretéhez tartozó Tritonra emlékeztet a főfigura, Triton csigatrombitájával hirdette ki ura parancsait. Az áldást hozó Tisza szobor najádjainak (najádok: forrásokat és vizeket őrző antik istennők) mozdulatai kérlelést, engesztelést fejeznek ki, hogy lecsillapítsák az elemek haragját.
Sok értékes emlékszobor díszíti a Széchenyi teret. A park másik oldalán ugyancsak Pásztor Jánostól az 1905-ös, Mátrai Lajossal közös alkotása a Vásárhelyi Pál szobor. A főalakot Mátrai formázta, a mellékalakok Pásztor munkái: búzakévén ülő parasztasszony gyermekével, balról talicska, mellette pihenő kubikos. A szobor talapzatánál hátul egy csónak van, benne az árvízvédelem kellékei: kötél, ásó és evező. A nagy Tisza-szabályzó mérnök szobrának talapzatán árvízszínt jelző emléktáblákat is elhelyeztek a szegediek.
Vásárhelyi Pál szobra szomszédságában található gróf Tisza Lajos szobra, ő volt az 1879-es szegedi árvíz utáni újjáépítés királyi biztosa, a szobor Fadrusz János és Rollinger Gál Rezső alkotása 1904-ből. Mögöttük, a bírósági épület előtti parkrészben Deák Ferenc szobra áll, Zala György alkotása 1914-ből. A nagy politikus bölcs figyelmeztetése is olvasható a szobor talapzatán: „Amit erő és hatalom elvesz, azt idő és kedvező szerencse ismét visszahozhatják, de miről a nemzet félve a szenvedésektől önmaga lemondott, annak visszaszerzése nehéz és mindig kétséges.”
A főposta előtti parkrészen gróf Széchenyi István szobra látható. 1914-ben mintázta Strobl Alajos ruszkicai márványból. Tiszteletet parancsoló nyugalmat sugároz a szobor, díszmagyarban ábrázolja a legnagyobb magyart. A szobor talapzatán feltűnnek Széchenyi nagy alkotásai: a Magyar Tudományos Akadémia megalapítása, a Lánchíd megépítése, a folyószabályozás és a gőzhajózás megindítása.
A Széchenyi tér két legújabb szobra közül az egyik a Grünn Orbán-ház előtti parktükör közepén áll, Szent Istvánt és feleségét, Boldog Gizellát ábrázolja. Kligl Sándor alkotta 1996-ban. Hagyományos historikus ábrázolás, ahogyan nemzeti tudatunk őrzi István alakját, olyan államférfi, aki cselekedeteinek súlyát teljességgel fel tudja mérni, s meggyőződéssel harcol a pogány lázadók ellen. Teljes királyi díszben láttatja a szobrász, a szent koronával, királyi palásttal, jogarral, az országalmával, karddal, felesége, Gizella rózsafüzért nyújt át férjének a koronázási jelvények mellé.
A legújabb, mészkőből készült szobor gróf Klebelsberg Kuno kultuszminisztert ábrázolja, a Sóhajok hídja és a Grünn Orbán-ház közti nagy bérpalota parktükrének közepén helyezték el, Melocco Miklós alkotása 2000-ből. Szinte csak egyetlen fej van egy dór oszlopon, amely a miniszter rengeteg befejezett és még befejezésre váró alkotásait eleveníti meg. Talán mégis a lényeget ragadta meg a művel Melocco, hiszen Klebelsberg olyan államférfi volt, akinek minden törekvését a megmaradt nemzet kulturális felemelése irányította, s ezért sokat is tett, amennyit lehetett, vagy még annál is többet. A szegediek hamar megbarátkoztak e modern felfogásban született alkotással.
A Zsótér-ház előtt, a tér északnyugati sarkában 1912–1930 között II. Rákóczi Ferenc bronz lovas szobra volt látható (Vastagh György alkotása), azonban a városatyák úgy határoztak, hogy a továbbiakban díszítse az Aradi Vértanúk terét, s oda áthelyeztették. Helyére 2010-ben a várost alapító IV. Béla 7,8 méter magas lovasszobra került.

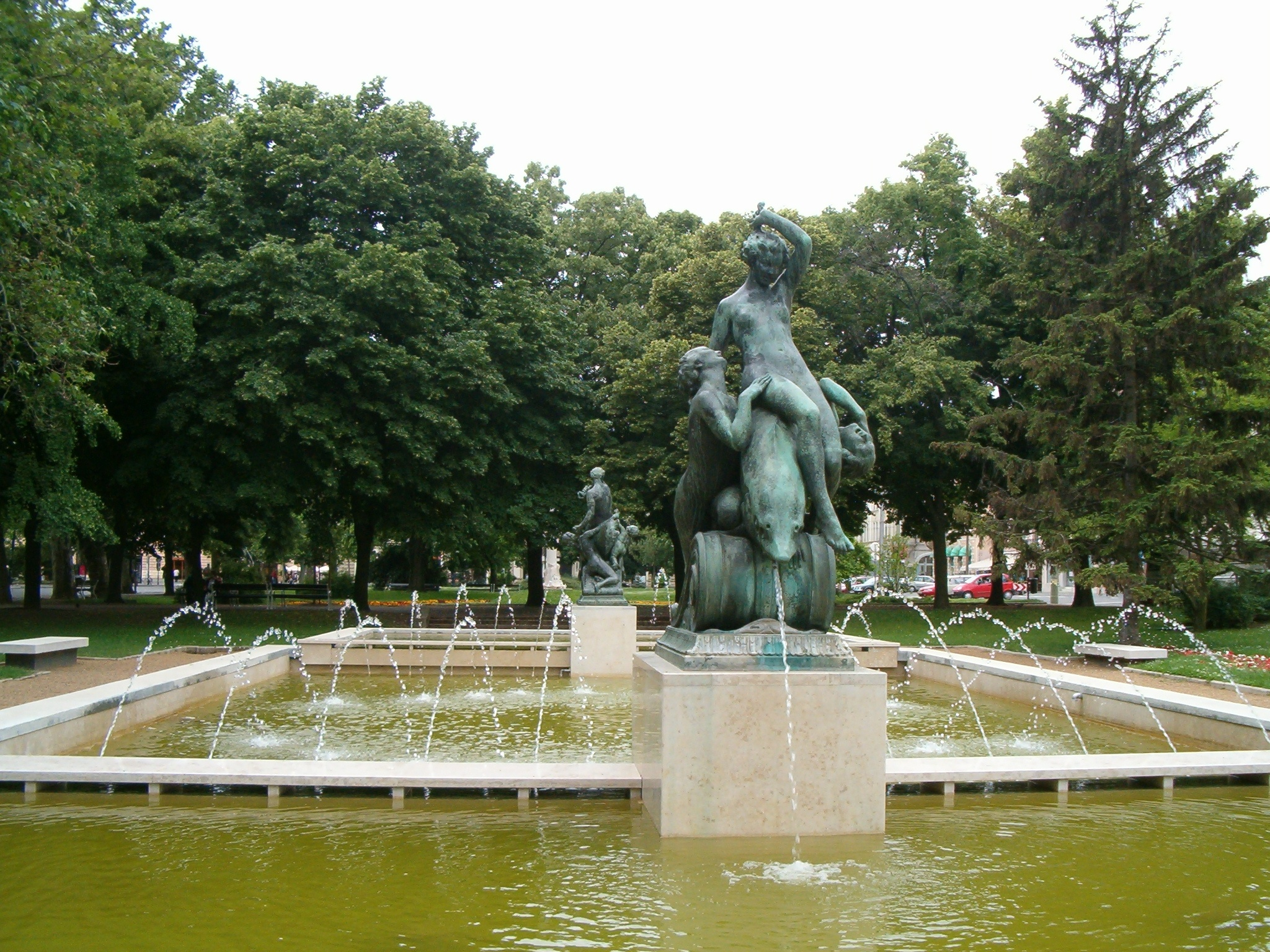
A szökőkutakon az áldást hozó, és a romboló Tisza szobrai a Városháza előtti parktükörben
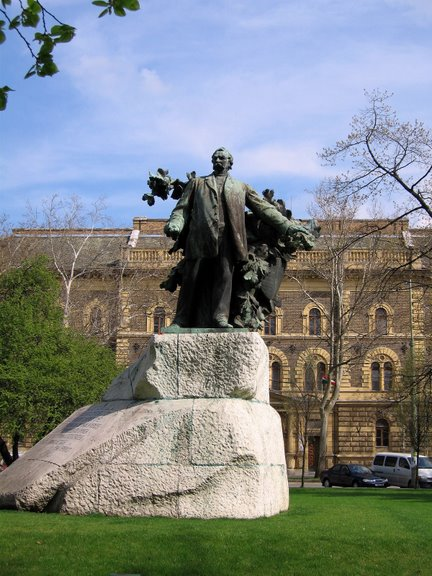
Deák Ferenc szobra, háttérben a bíróság neoreneszánsz épülete
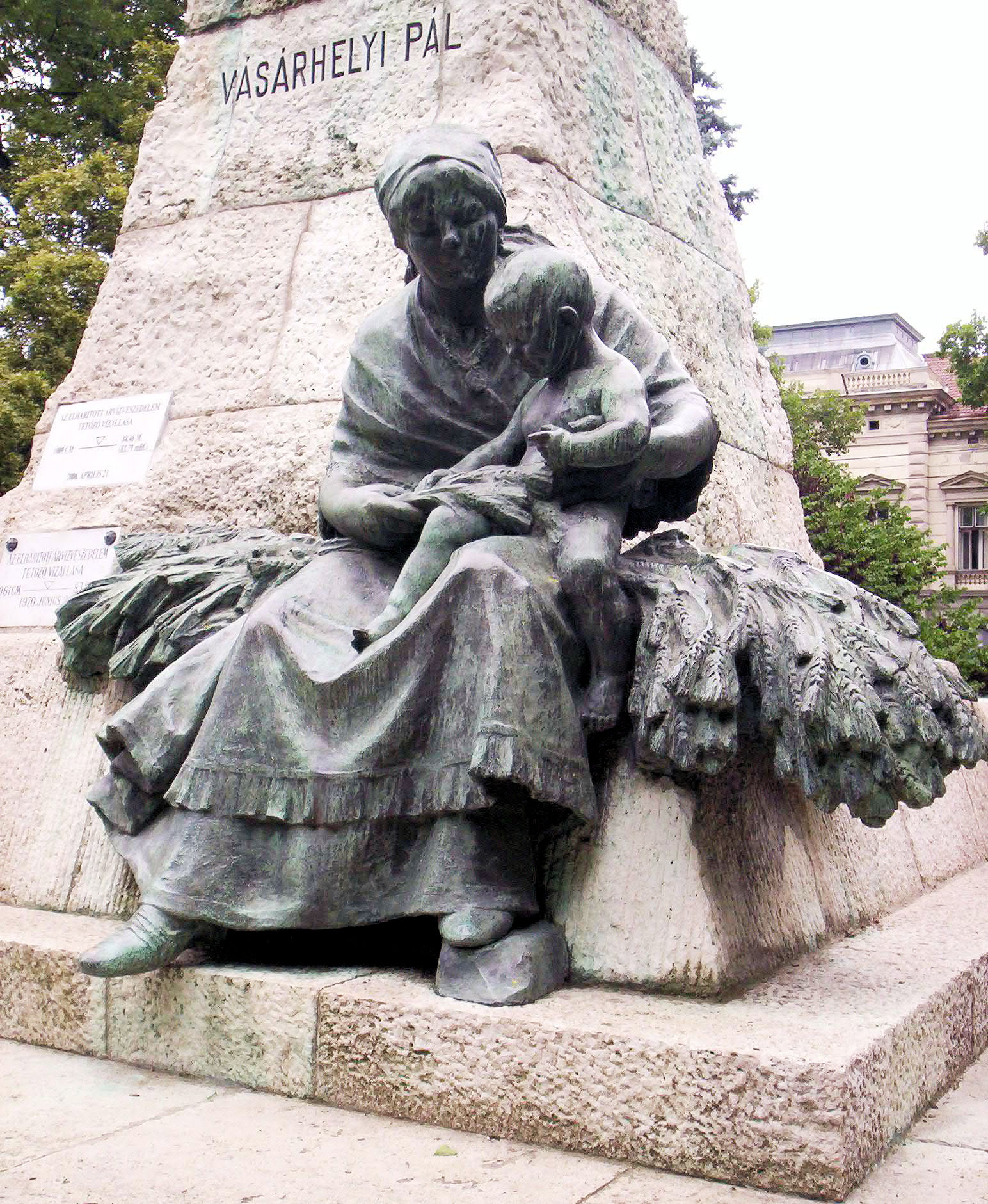
Búzakévén ülő parasztasszony gyermekével Pásztor Jánostól
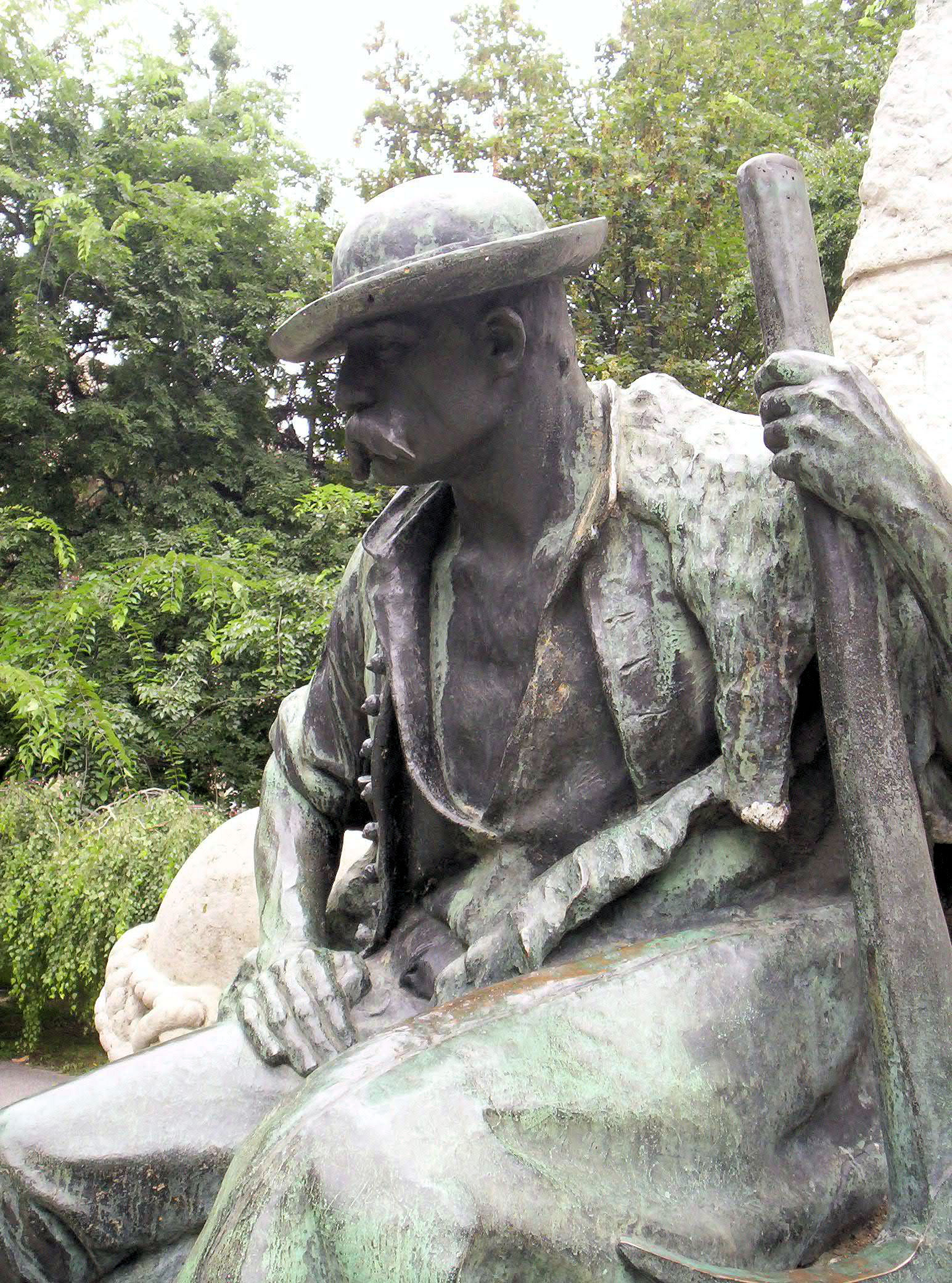
Vásárhelyi Pál szobrának kubikos mellékalakja Pásztor Jánostól
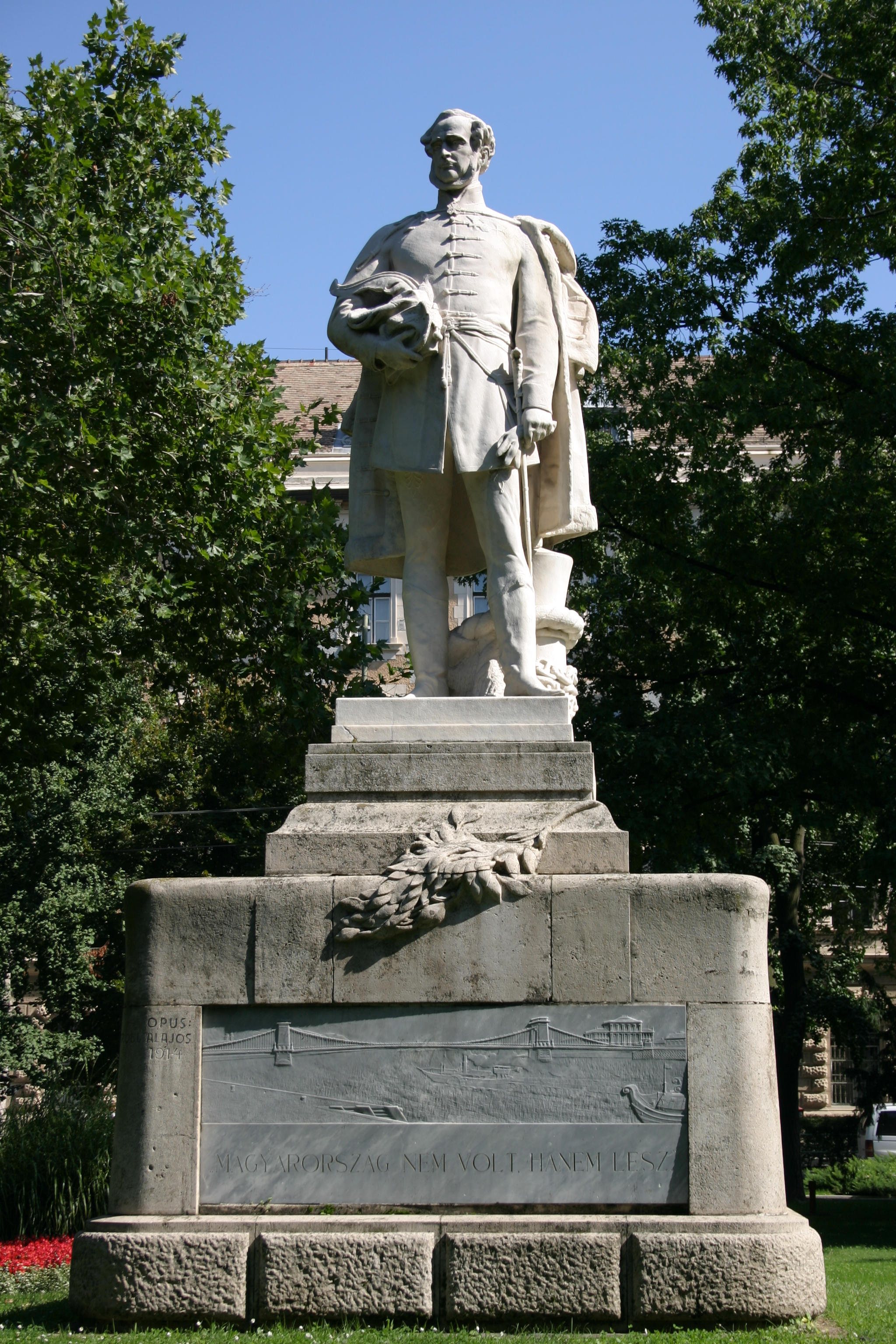
Gróf Széchenyi István szobra a Főposta előtti parktükörben

## Közlekedése

### A tér körüli úthálózat
A tér északi és déli oldalát leszámítva a teret az óramutató járásával megegyező irányú egyirányú utcák határolják. Az északi oldalon a Kossuth Lajos sugárút folytatásaként a Vörösmarty utca található, melyről leágazik a Takaréktár utca, valamint a Horváth Mihály utca. Ezen a szakaszon halad az 1-es és a 2-es villamosvonal is, mely a tér északkeleti sarkánál fordul dél felé.
A keleti oldalon a bíróság épületével szemben a villamossínekkel párhuzamosan két sávban haladhatnak az autók, de csak egy irányban. Innen nyílik a Wesselényi utca, valamint a Vár utca. A déli oldalon a Belvárosi híd és a Nagy Jenő utca között már kétirányú a közlekedés, ahonnan a Városháza és a Szeged Étterem előtti parkoló felé ismét egyirányú.

### Tömegközlekedés

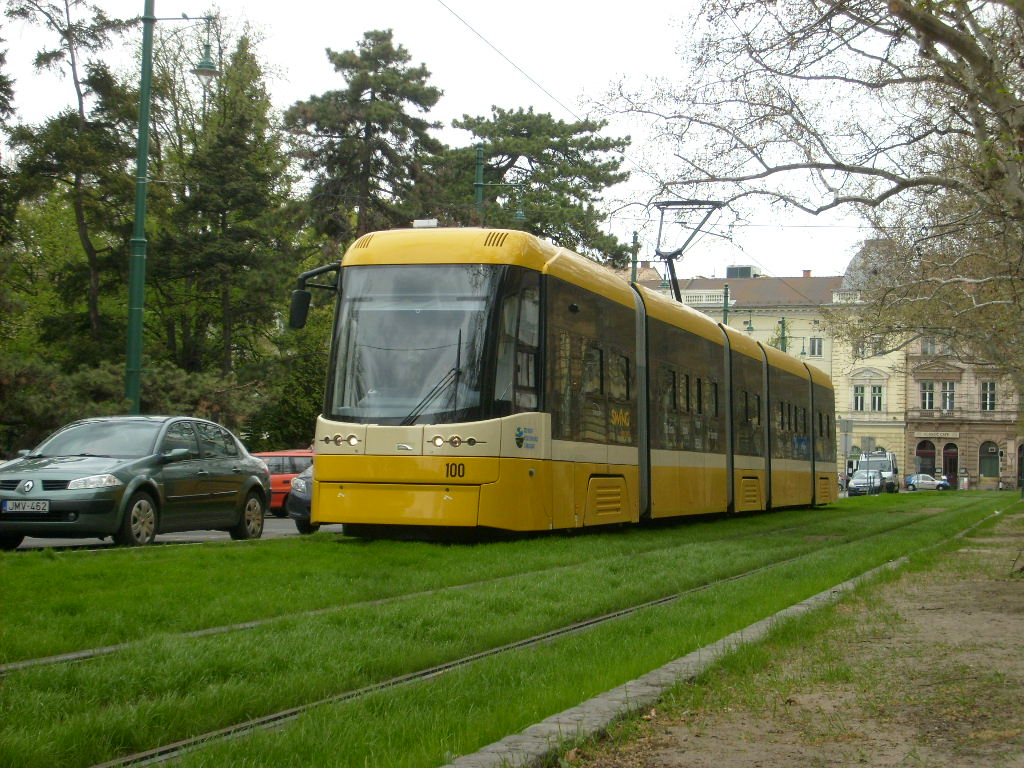
PESA 120Nb típusú villamos a halad Szeged pályaudvar felé a 2-es vonalon

A Széchenyi tér Szeged egyik fontos tömegközlekedési csomópontja. A posta előtt áll meg az 1-es, a 2-es villamos és a tram-train melynek Rókus felé következő megállója az Anna-kút, a Szeged pályaudvar végállomás felé pedig a Somogyi utca. A Híd utcai, valamint a Kárász utcai rész számos troli és buszjárat megállóhelye.

## Galéria

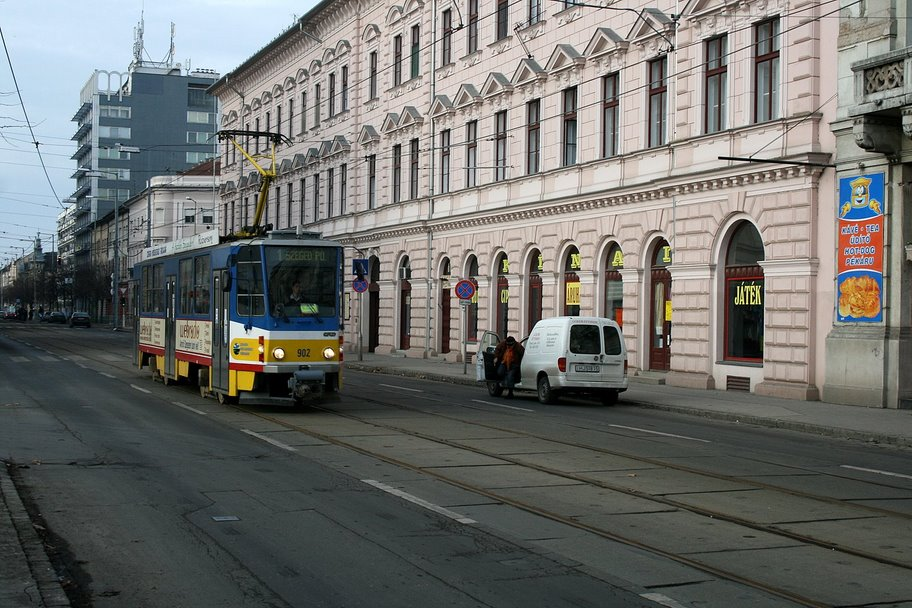
Jerney-ház (északi oldal, Széchenyi tér 8.), előtte jön az 1-es villamos a Kossuth Lajos sgt. felől
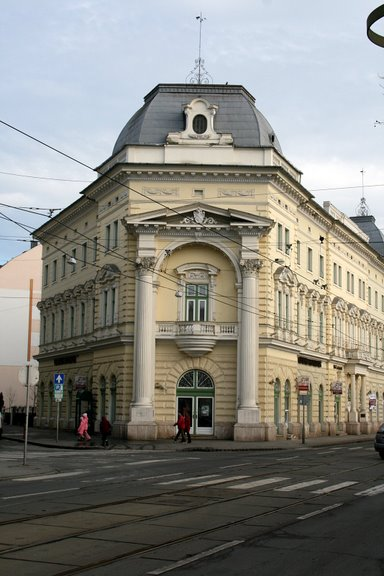
Balogh-ház, 1882 (északi oldal, Széchenyi tér 6.)
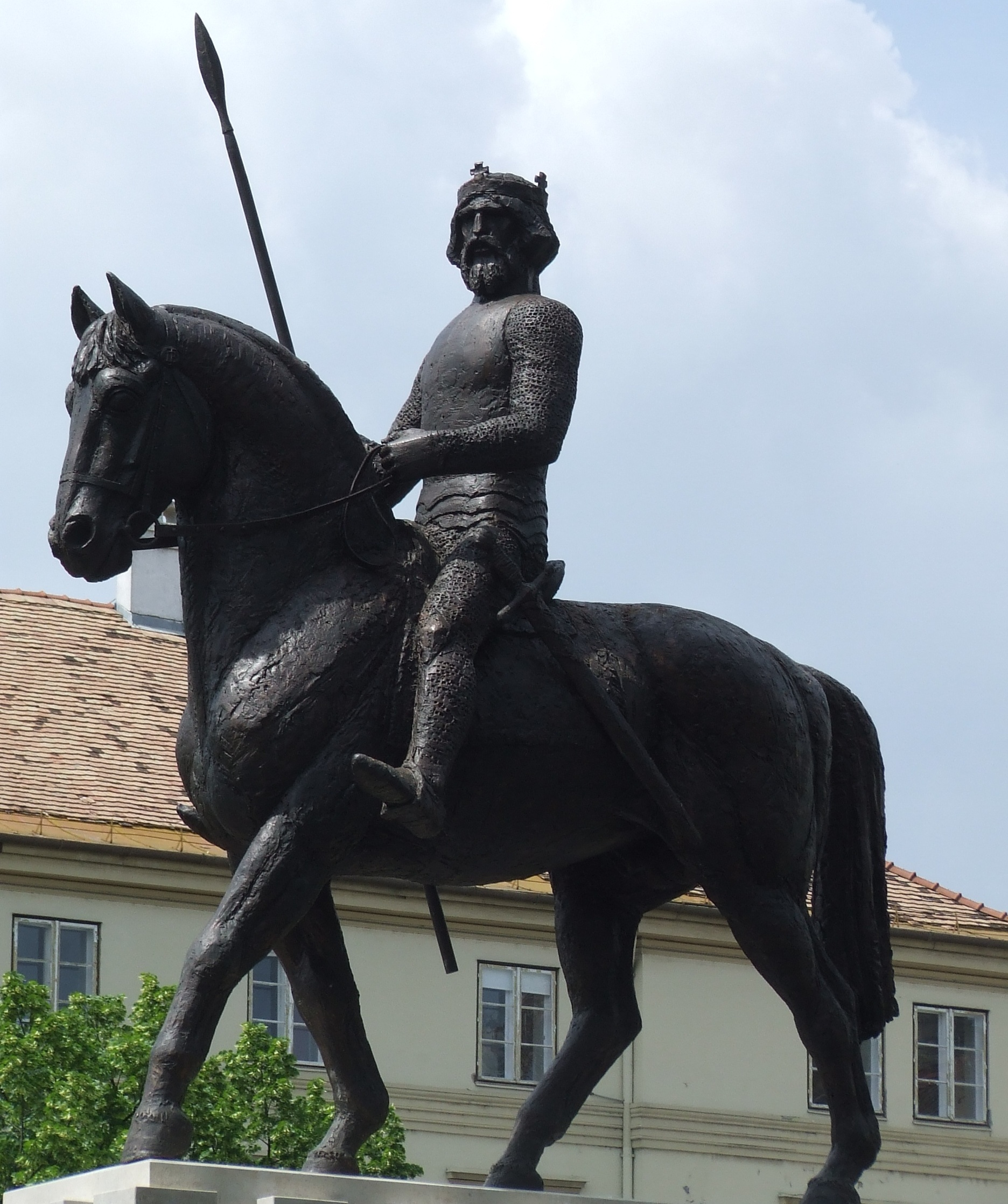
IV. Béla lovas szobra, Tóth Béla és Tóth Dávid alkotása